# Lijst van rijksmonumenten in Wormerland
De gemeente Wormerland telt 33 inschrijvingen in het rijksmonumentenregister. Hieronder een overzicht. 

## Jisp
De plaats Jisp telt 6 inschrijvingen in het rijksmonumentenregister.
| Object                          | Oorspronkelijke functie?  | Bouwjaar         | Architect     | Locatie        | Coördinaten?                  | Nr.?   | Afbeelding                     |
| ------------------------------- | ------------------------- | ---------------- | ------------- | -------------- | ----------------------------- | ------ | ------------------------------ |
| Rechthoekig pand                | Woonhuis                  | 1656 (opschrift) |               | Dorpsstraat 19 | 52° 30' 28" NB, 4° 51' 1" OL  | 22941  | Meer afbeeldingen              |
| Raadhuis                        | Bestuursgebouw en onderdl | 1650             |               | Dorpsstraat 44 | 52° 30' 26" NB, 4° 51' 15" OL | 22942  | Meer afbeeldingen              |
| Hervormde kerk met houten toren | Kerk en kerkonderdeel     | 1822             | A. Latenstein | Dorpsstraat 46 | 52° 30' 25" NB, 4° 51' 16" OL | 22943  | Meer afbeeldingen              |
| Woonhuis Sonnevanck             | Woonhuis                  | 1865             |               | Dorpsstraat 4  | 52° 30' 27" NB, 4° 50' 57" OL | 522182 | Woonhuis Sonnevanck            |
| Kaasboerderij met erfscheiding  | Boerderij                 | 1895             |               | Dorpsstraat 13 | 52° 30' 28" NB, 4° 50' 60" OL | 522183 | Kaasboerderij met erfscheiding |
| Pastorie Ghispesteijn           | Kerkelijke dienstwoning   | 1880             | Jan Mager     | Dorpsstraat 75 | 52° 30' 27" NB, 4° 51' 21" OL | 522184 | Meer afbeeldingen              |

## Oostknollendam
De plaats Oostknollendam telt 2 inschrijvingen in het rijksmonumentenregister.
| Object                                                   | Oorspronkelijke functie?  | Bouwjaar | Architect | Locatie                 | Coördinaten?                  | Nr.?   | Afbeelding                                               |
| -------------------------------------------------------- | ------------------------- | -------- | --------- | ----------------------- | ----------------------------- | ------ | -------------------------------------------------------- |
| Begraafplaats Oostknollendam: particuliere begraafplaats | Begraafplaats en -onderdl | 1874     |           | Dorpsstraat tegenover 1 | 52° 30' 43" NB, 4° 47' 28" OL | 522166 | Begraafplaats Oostknollendam: particuliere begraafplaats |
| Houten koetshuis                                         | Bijgebouwen kastelen enz. | 1905     |           | Dorpsstraat 1           | 52° 30' 43" NB, 4° 47' 26" OL | 522167 | Houten koetshuis                                         |

## Spijkerboor
De plaats Spijkerboor telt 1 inschrijving in het rijksmonumentenregister.
| Object | Oorspronkelijke functie? | Bouwjaar          | Architect | Locatie          | Coördinaten?                  | Nr.?  | Afbeelding |
| --- | ------------------------ | ----------------- | --------- | ---------------- | ----------------------------- | ----- | --- |
| Het Heerenhuis, polderhuis van de Starnmeer en Kamerhop. Tegen de dijk gebouwd rechthoekig huis met schilddak, tevens uitspanning | Woonhuis                 | 1787 (gevelsteen) |           | Starnmeerdijk 21 | 52° 32' 20" NB, 4° 49' 59" OL | 22944 | Het Heerenhuis, polderhuis van de Starnmeer en Kamerhop. Tegen de dijk gebouwd rechthoekig huis met schilddak, tevens uitspanning |

## Wijdewormer
De plaats Wijdewormer telt 2 inschrijvingen in het rijksmonumentenregister.
| Object          | Oorspronkelijke functie?  | Bouwjaar | Architect | Locatie       | Coördinaten?                  | Nr.?   | Afbeelding        |
| --------------- | ------------------------- | -------- | --------- | ------------- | ----------------------------- | ------ | ----------------- |
| Houten dijkhuis | Woonhuis                  | 19e eeuw |           | Ringdijk 2    | 52° 30' 29" NB, 4° 54' 60" OL | 326347 | Meer afbeeldingen |
| Neckermolen     | Industrie- en poldermolen | 1631     |           | Kanaaldijk 51 | 52° 30' 43" NB, 4° 55' 11" OL | 32193  | Meer afbeeldingen |

## Wormer
De plaats Wormer telt 23 inschrijvingen in het rijksmonumentenregister. Zie Lijst van rijksmonumenten in Wormer voor een overzicht.
Aalsmeer ·
Alkmaar ·
Amstelveen ·
Amsterdam ·
Bergen ·
Beverwijk ·
Blaricum ·
Bloemendaal ·
Castricum ·
Den Helder ·
Diemen ·
Dijk en Waard ·
Drechterland ·
Edam-Volendam ·
Enkhuizen ·
Gooise Meren ·
Haarlem ·
Haarlemmermeer ·
Heemskerk ·
Heemstede ·
Heiloo ·
Hilversum ·
Hollands Kroon ·
Hoorn ·
Huizen ·
Koggenland ·
Landsmeer ·
Laren ·
Medemblik ·
Oostzaan ·
Opmeer ·
Ouder-Amstel ·
Purmerend ·
Schagen ·
Stede Broec ·
Texel ·
Uitgeest ·
Uithoorn ·
Velsen ·
Waterland ·
Wijdemeren ·
Wormerland ·
Zaanstad ·
Zandvoort